# Sphodromantis centralis
Sphodromantis centralis é uma espécie de louva-a-deus da família dos Mantidae, sendo encontrados na Etiópia, no Quênia, em Ruanda, no Burundi, na Tanzânia, em Uganda, e na República Centro Africana.